# Sil (fiume)
Il Sil è un fiume spagnolo situato nella comunità autonoma della Galizia. 

## Caratteristiche

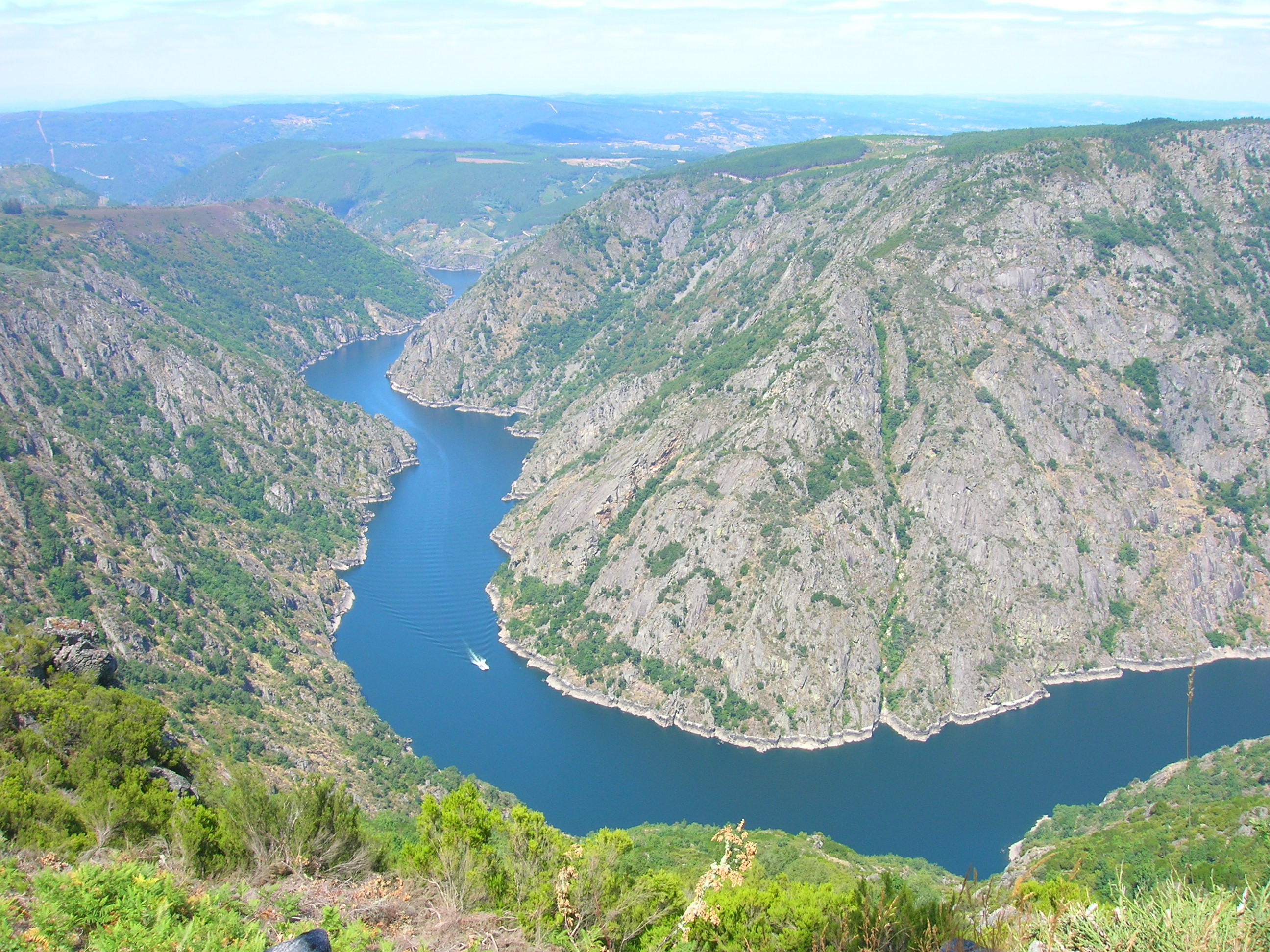
Canóns do Sil

Con 225 km di lunghezza, percorre le provincie di Ourense e Lugo per poi gettarsi nel fiume Miño. Il fiume è abbastanza noto per un tratto tra dei monti impervi, molto suggestivo e conosciuto come Canóns do Sil. Alla confluenza con il Miño il Sil supera quest'ultimo di parecchio per portata, dal che deriva il detto el Sil lleva el agua y el Miño la fama (il Sil porta l'acqua, il Miño la fama).